# ليسبيديزا رؤيسية
الليسبيديزا الرؤيسية (باللاتينية: Lespedeza capitata) نوع نباتي يتبع جنس الليسبيديزا من الفصيلة البقولية المعروفة بقدرتها على تثبيت النيتروجين الجوي من خلال بكتيريا المستجذرة.
موطنها الأصلي الولايات المتحدة وهي منتشرة في كل المناطق المعتدلة في أمريكا الشمالية.

## الوصف النباتي
جنبة معمرة يصل ارتفاعها إلى أكثر من متر.